# Rémi Brague
Rémi Brague (ur. 8 września 1947 w Paryżu) – francuski filozof wykładający na Sorbonie oraz Uniwersytecie Ludwika i Maksymiliana w Monachium. Zajmuje się historią filozofii arabskiej i orientalnej oraz filozofią religii. 
28 września 2012 został ogłoszony laureatem Nagrody Ratzingera. 11 stycznia 2018 otrzymał doktorat honoris causa Uniwersytetu Papieskiego Jana Pawła II w Krakowie.
Odznaczony Krzyżem Kawalerskim Legii Honorowej (2013).

## Wybrane publikacje
- The Legend of the Middle Ages: Philosophical Explorations of Medieval Christianity, Judaism, and Islam, 2009 ISBN 978-0-226-07080-3
- Eccentric Culture: A Theory of Western Civilization, 2009 (wyd. pol. Europa, droga rzymska. Wydawnictwo Teologii Politycznej, 2012)
- Law of God: The Philosophical History of an Idea, 2008 ISBN 978-0-226-07079-7 (wyd. pol. Prawo Boga. Wydawnictwo Teologii Politycznej, 2014)
- The Wisdom of the World: The Human Experience of the Universe in Western Thought, 2004 ISBN 978-0-226-07077-3